# Maurizio Marin
Maurizio Marin (Bracciano, 11 giugno 1966) è un dirigente sportivo ed ex calciatore italiano, di ruolo difensore.

## Carriera

### Giocatore
Dopo essere cresciuto nelle giovanili della Lazio, ha disputato varie stagioni in Serie C2 e in Serie C1. Nel 1991 debutta in Serie B con la maglia del Cesena che indossa per tre stagioni cadette. Nel 1994 si trasferisce alla Reggina in Serie C1 che aiuta a vincere il campionato ottenendo la promozione in Serie B, categoria in cui gioca la stagione seguente, restandovi poi fino all'ottobre 1996. In seguito milita in Serie C1 con la Carrarese, con il Savoia (che al secondo anno aiuta a salire in Serie B). Chiude col calcio professionistico nel 2003 dove tre stagioni nella Vis Pesaro ed una nel San Marino.
Complessivamente ha collezionato 125 presenze (con una rete) in Serie B.

### Dirigente sportivo
Nel 2010 torna a Cesena in veste di dirigente, dove il presidente bianconero Igor Campedelli gli affida il ruolo di direttore sportivo. Nel luglio del 2018 entra nei quadri societari del Palermo in qualità di collaboratore dell'area tecnica al fianco di Rino Foschi.

## Palmarès

### Club

#### Competizioni nazionali
- Serie C2: 1

Massese: 1987-1988
Siena: 1989-1990
- Serie C1: 1

Reggina: 1994-1995